# Свети Димитър (Костурино)
„Свети Димитър“ (на македонска литературна норма: „Свети Димитар“, „Свети Димитриј“) е православна църква в струмишкото село Костурино, Северна Македония. Част е от Струмишката епархия на Македонската православна църква – Охридска архиепископия.
Църквата е построена в 1869 година. В архитектурно отношение е трикорабна псевдобазилика с открит трем от юг и запад и равен дървен таван на трите кораба.